# Mamelodi Sundowns FC
Mamelodi Sundowns FC,  1970, är en sydafrikansk fotbollsklubb från Pretoria. Hemmamatcherna spelas både på Loftus Versfeld Stadium och på Lucas "Masterpieces" Moripe Stadium.
Laget deltar 2025 i Världsmästerskapet i fotboll för klubblag.

## Placering tidigare säsonger
under namnet Mamelodi Sundowns
| Säsong  | Nivå | Liga                  | Placering | Referens | Notering |
| ------- | ---- | --------------------- | --------- | -------- | -------- |
| 1996/97 | 1    | Premier Soccer League | 6         | [ 1 ]    |          |
| 1997/98 | 1    | Premier Soccer League | 1         | [ 2 ]    | Mästare  |
| 1998/99 | 1    | Premier Soccer League | 1         | [ 3 ]    | Mästare  |
| 1999/00 | 1    | Premier Soccer League | 1         | [ 4 ]    | Mästare  |
| 2000/01 | 1    | Premier Soccer League | 5         | [ 5 ]    |          |
| 2001/02 | 1    | Premier Soccer League | 3         | [ 6 ]    |          |
| 2002/03 | 1    | Premier Soccer League | 10        | [ 7 ]    |          |
| 2003/04 | 1    | Premier Soccer League | 10        | [ 8 ]    |          |
| 2004/05 | 1    | Premier Soccer League | 3         | [ 9 ]    |          |
| 2005/06 | 1    | Premier Soccer League | 1         | [ 10 ]   | Mästare  |
| 2006/07 | 1    | Premier Soccer League | 1         | [ 11 ]   | Mästare  |
| 2007/08 | 1    | Premier Soccer League | 4         | [ 12 ]   |          |
| 2008/09 | 1    | Premier Soccer League | 9         | [ 13 ]   |          |
| 2009/10 | 1    | Premier Soccer League | 2         | [ 14 ]   |          |
| 2010/11 | 1    | Premier Soccer League | 4         | [ 15 ]   |          |
| 2011/12 | 1    | Premier Soccer League | 4         | [ 16 ]   |          |
| 2012/13 | 1    | Premier Soccer League | 9         | [ 17 ]   |          |
| 2013/14 | 1    | Premier Soccer League | 1         | [ 18 ]   | Mästare  |
| 2014/15 | 1    | Premier Soccer League | 2         | [ 19 ]   |          |
| 2015/16 | 1    | Premier Soccer League | 1         | [ 20 ]   | Mästare  |
| 2016/17 | 1    | Premier Soccer League | 2         | [ 21 ]   |          |
| 2017/18 | 1    | Premier Soccer League | 1         | [ 22 ]   | Mästare  |
| 2018/19 | 1    | Premier Soccer League | 1         | [ 23 ]   | Mästare  |
| 2019/20 | 1    | Premier Soccer League | 1         | [ 24 ]   | Mästare  |
| 2020/21 | 1    | Premier Soccer League | 1         | [ 25 ]   | Mästare  |
| 2021/22 | 1    | Premier Soccer League | 1         | [ 26 ]   | Mästare  |
| 2022/23 | 1    | Premier Soccer League | 1         | [ 27 ]   | Mästare  |
| 2023/24 | 1    | Premier Soccer League | 1         | [ 28 ]   | Mästare  |
| 2024/25 | 1    | Premier Soccer League | 1         | [ 29 ]   | Mästare  |